# 龙骨螺
龙骨螺（学名：Carinaria cristata），英文俗稱俗稱玻璃鸚鵡螺（glassy nautilus），是中腹足目龙骨螺科龙骨螺属的一种。分布于太平洋，常以浮游生活。卡爾林奈於 1767 年首次提到龍骨螺，其脆弱的外殼非常稀有，受到早期貝殼收藏家的高度重視，據說價值超過等重的黃金。

## 簡介
龍骨螺是大型腹足類軟體動物，長度可達 50公分（20 英吋）。其殼有稜紋，呈圓錐帽狀，長、寬大致相同，相對於身體較小，因而身體無法完全縮進其中。身體由短喙、中央部分和有冠的尾部組成，大致呈圓柱形，在殼的對側有一個游泳用的鰭，邊緣有一個小吸盤。身體體呈半透明，可透過體壁看到腸道及其內容物。外表可見其視網膜，呈兩個黑點樣。內臟（包括肝臟、心臟、性腺與生殖腺、腎臟）聚集在呈深色、有柄的三角形區域，由殼保護；鰓也在殼內。

## 分布
龍骨螺有兩個型。Carinaria cristata form cristata 見於印度-太平洋地區，Carinaria cristata form japonica僅見於太平洋地區。龍骨螺在印度洋並不常見，較常見於北美洲西海岸的溫暖水域。

## 生態
龍骨螺為採機會主義的掠食性肉食生物。其食物多樣化，較喜紐鰓樽和海樽，但也吃箭蟲和橈足綱動物。相較於在浮游生物群落中所佔的比例，橈足綱動物佔龍骨螺食物中的比例並不大。其他食物包括管水母、浮游性的蟲類、魚卵和幼蟲，以及同類的幼體和較小的成體。獵物被吞入後留在食道中，遭唾液腺分泌的酶消化。
龍骨螺是許多掠食者的食物，包括海龜和金槍魚。